# Парамаунт Пикчърс
„Парамаунт Пикчърс“ е американска филмова компания, чиято централа се намира в Холивуд, САЩ.
Компанията е основана май 1912 г. в Калифорния. Част е от мултимедийния концерн „Виаком“.